# La Pura Vida
La Pura Vida es una película mexicana de 2024 del género comedia negra (cine) y drama psicológico, escrita y dirigida por Dylan Verrechia. Es la tercera película en la trilogía Tijuana Makes Me Happy e Tierra madre. La película está protagonizada por Naomy Romo, Filiberto González, Angélica González, Oscar Tienda, Hebert Axel González, Vladimir Zamudio, Aidée González, Pepe Mogt de Nortec Collective, Adriana Primavera, Diana Cuevas, Abril Sauceda y Luna Zamudio. 

## Sinopsis

### La Pura Vida largometraje mexicano: tensiones familiares en primer plano
El largotometraje mexicano La Pura Vida presenta una historia íntima sobre límites rotos y relaciones disfuncionales. Ambientado en Tijuana, el film sigue a Nana, una mujer que vive con su prometido Fili en una situación económica precaria. Todo cambia cuando los padres de él, Óscar y Angie, llegan sin previo aviso desde Valle de Guadalupe a su casa en Cozumel. Desde ese momento, la convivencia se torna insostenible. Así, la película retrata con humor negro los conflictos generados por la intromisión familiar, revelando un claro abuso emocional.

### Humor negro con base real
Este largometraje mexicano está inspirado en hechos reales, lo que le aporta una carga emocional aún más contundente. Fue realizado con un presupuesto de solo $24,500, en una producción reducida llevada a cabo por una sola persona durante cuatro meses. Este enfoque minimalista refuerza el carácter íntimo del relato, logrando transmitir autenticidad y crudeza sin perder su estilo cinematográfico.

### La intrusión como conflicto central
Óscar y Angie, padres de Fili, se instalan sin ser invitados y poco a poco invaden la privacidad de la pareja. Nana, la protagonista, comienza a vivir un deterioro emocional al perder el control de su propio hogar. Por tanto, La Pura Vida pone el foco en cómo la intromisión familiar puede derivar en dinámicas abusivas que afectan el equilibrio emocional de las personas.

### Impacto emocional y crítica social
A través de diálogos agudos y silencios significativos, el film evidencia las heridas provocadas por una convivencia impuesta. Mientras tanto, la historia refleja una realidad muchas veces ignorada: cómo el abuso emocional puede disfrazarse de afecto familiar. De este modo, La Pura Vida lanza una crítica mordaz hacia los vínculos tóxicos que se perpetúan bajo la excusa de la familia.

### Un retrato íntimo y actual
Con una narrativa sencilla pero poderosa, este largotometraje revela los matices de una situación que podría ser común en cualquier hogar. Al final, la historia no ofrece soluciones simples, pero sí plantea preguntas necesarias sobre los límites, la autonomía y el derecho a habitar un espacio propio. La Pura Vida es, sin duda, una mirada honesta a lo que ocurre cuando se borra la línea entre el amor y el control, un bestiario del amor.

## Palmarés
- Festival de Cine del Valle de Guadalupe – «Premio del Público a Mejor Largometraje de Ficción» 2024
- Festival Internacional de Cine de Londres – «Mejor largometraje»
- Premios de Cine de Suecia – «Mejor largometraje»
- Premios de Cine de Suecia – «Mejor actriz (Naomy Romo)»
- Festival Internacional de Cine de Estocolmo – «Mejor actriz (Naomy Romo)»
- Festival Internacional de Cine de Londres Independiente – «Mejor largometraje»
- Festival Internacional de Cine de Londres – «Mejor director (Dylan Verrechia)»
- Festival Internacional de Cine de David – «Mejor actor (Filiberto González)»
- Festival Internacional de Cine de David – «Mejor actriz (Naomy Romo)»
- Berlín Motion Picture Awards – «Mejor actriz (Angélica González)»
- Berlín Motion Picture Awards – «Trayectoria destacada en dirección (Dylan Verrechia)»
- Berlín Motion Picture Awards – «Mejor largometraje narrativo (Dylan Verrechia)»
- Festival Internacional de Cine de Dhaka – «Mejor película sobre mujeres»
- Cine Maldivas – «Mejor director (Dylan Verrechia)»
- Cine de Dubái – «Mejor largometraje narrativo internacional»
- París Cine Fiesta – «Trayectoria destacada en largometraje narrativo internacional»
- Academia Sueca de Cine – «Mejor director (Dylan Verrechia)»
- Festival Santa Mónica – «Mejor largometraje»
- Arte y Cine de París – «Mejor largometraje»
- Festival Internacional de Cine de Brasil – «Mejor largometraje»
- Cine Pobre – «Mejor película autofinanciada»
- Festival de Calcuta – «Mejor largometraje narrativo internacional»
- Festival Yellowstone – «Mejor largometraje»
- Festival de Atenas – «Mejor largometraje»
- Festival de Londres – «Mejor largometraje»
- Mujeres en Nueva York – «Mejor largometraje sobre mujeres»
- Premios Luis Buñuel – «Mejor largometraje narrativo»
- Premios Internacionales de Oro – «Mejor actriz (Naomy Romo)»
- Cine de Tabriz – «Mejor actriz (Naomy Romo)»
- Festival de Santa Cruz – «Mejor actor (Filiberto González)»
- Cine de Italia – «Mejor largometraje»
- Subterráneo de Praga – «Mejor proyecto de emancipación femenina»[3]

## Elenco y personajes
- Naomy Romo como Nana
- Filiberto González como Fili
- Angélica González como Angie
- Oscar Reyes como Oscar
- Hebert Axel González como Lupe
- Vladimir Zamudio como Vladi
- Aidée González como Aidée
- Pepe Mogt como Pepe
- Adriana Primavera como Adrianita
- Diana Cuevas como Diana
- Dylan Verrechia como Dylancho
- Abril Sauceda como Abril
- Luna Zamudio como Luna